# Константинидис, Аристидис
Аристи́дис Константини́дис (греч. Αριστείδης Κωνσταντινίδης) — греческий велогонщик, выигравший шоссейную гонку на летних Олимпийских играх 1896.

## Биография

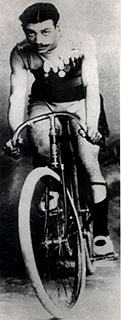
Аристидис Константинидис

В 1896 году он принял участие в летних Олимпийских играх в Афинах, где соревновался в трёх дисциплинах программы велоспорта: гонке на 10 км, гонка на 100 км и в групповой шоссейной гонке. Лучший его результат был в шоссейной, где, несмотря на несколько падений, он пришёл к финишу первым. В 10-километровой гонке, из-за столкновения со своим соотечественником Георгиосом Колеттисом он пришёл лишь пятым. В 100-километровом заезде он смог проехать лишь 16 километров. Несмотря на самую большую делегацию Греции в велоспорте, он стал единственным греческим чемпионом.
Он также участвовал в шоссейной и 20-километровой трековой гонках на неофициальных летних Олимпийских играх 1906, но не смог финишировать в обеих.
Константинидис был веломехаником по профессии и одним из основателей Афинской велоассоциации.
Сын - Димитрис Константинидис, сотрудник Национального банка.
Внук - Арис Константинидис, архитектор.